# 新型インフルエンザ等対策特別措置法に基づく休業 (2022年- )
新型インフルエンザ等対策特別措置法に基づく休業 (2022年- )（しんがたインフルエンザとうたいさくとくべつそちほうにもとつくきゅうぎょう）では、新型コロナウイルス感染症（COVID-19）のまん延対策として、新型インフルエンザ等対策特別措置法に基づき2022年に実際に発動された施設の使用停止等の要請（休業要請とも呼ばれる）、外出自粛要請について記述する。2020年及び2021年における実際に発動事例及び法令上の概括については、新型インフルエンザ等対策特別措置法に基づく休業 (2020年-2021年）を参照。

## 24条9項、31条の6第1項及び45条2項（業態全体に対するもの）による要請
| 都道府県 | 対象地域 | 期間                     | 使用条項     | 対象施設 | 措置の内容 | 出典   |
| -------- | --- | ------------------------ | ------------ | --- | --- | ------ |
| 広島県   | 広島市、呉市、竹原市、三原市、尾道市、福山市、大竹市、東広島市、廿日市市、江田島市、府中町、海田町、坂町                                                                                             | 2022年1月9日から1月13日  | 31条の6第1項 | 飲食店 | 5時から20時までの時間短縮営業。酒類の終日提供完全停止（酒の持込み含む）、４人以下の会食とする。 | [ 1 ]  |
| 広島県   | （全域） | 2022年1月14日から2月20日 | 31条の6第1項 | 飲食店 | 5時から20時までの時間短縮営業。酒類の終日提供完全停止（酒の持込み含む）、４人以下の会食とする。 | [ 2 ]  |
| 広島県   | （全域） | 2022年2月21日から3月6日  | 31条の6第1項 | 飲食店 | ゴールド認証店は、次のいずれかを選択。(1)5時から21時まで（酒類提供11時から20時まで）又は(2)５時から20時まで（酒類の提供不可）。非認証店は、5時から20時まで（酒類の提供不可）。全体に、4人以下の会食とする。 | [ 3 ]  |
| 山口県   | 岩国市、和木町 | 2022年1月9日から1月31日  | 31条の6第1項 | 飲食店 | 「やまぐち安心飲食店」（認証店）は、次のいずれかを選択。(1)5時から21時まで（酒類提供11時から20時まで）又は(2)５時から20時まで（酒類の提供不可）。非認証店は、5時から20時まで（酒類の提供不可）。全体に、4人以下の会食とする。 | [ 4 ]  |
| 山口県   | （全域） | 2022年2月1日から2月20日  | 31条の6第1項 | 飲食店 | 「やまぐち安心飲食店」（認証店）は、次のいずれかを選択。(1)5時から21時まで（酒類提供11時から20時まで）又は(2)５時から20時まで（酒類の提供不可）。非認証店は、5時から20時まで（酒類の提供不可）。全体に、4人以下の会食とする。 | [ 5 ]  |
| 沖縄県   | （全域） | 2022年1月9日から2月4日   | 31条の6第1項 | 飲食店（宅配・テイクアウトを除く）※テイクアウトにはスーパー、弁当屋等のイートインスペースが含まれる。バー、カラオケボックス、結婚式場等で食品衛生法の飲食店営業許可を受けている店舗                                                                               | 「感染防止対策認証店」は、営業時間を５時から21時まで（酒類の提供は、11時から20時まで）とする、感染防止対策認証店の飲食を主とする店舗のカラオケ設備利用は、利用者の密を避け、換気の確保等感染対策を徹底する。その他の店（宅配・テイクアウト除く）は、営業時間を５時から20時までの間とする（酒類の提供を行わないこと）飲食を主とする店舗（カラオケボックス以外（カラオケ喫茶・カラオケスナック等））はカラオケ設備利用の自粛すること。全体に、４人以下の会食とする。 | [ 6 ]  |
| 沖縄県   | 宮古地域（宮古島市、多良間村）を除く全域 | 2022年2月5日から2月20日  | 31条の6第1項 | 飲食店（宅配・テイクアウトを除く）※テイクアウトにはスーパー、弁当屋等のイートインスペースが含まれる。バー、カラオケボックス、結婚式場等で食品衛生法の飲食店営業許可を受けている店舗                                                                               | 「感染防止対策認証店」は、営業時間を５時から21時まで（酒類の提供は、11時から20時まで）とする、感染防止対策認証店の飲食を主とする店舗のカラオケ設備利用は、利用者の密を避け、換気の確保等感染対策を徹底する。その他の店（宅配・テイクアウト除く）は、営業時間を５時から20時までの間とする（酒類の提供を行わないこと）飲食を主とする店舗（カラオケボックス以外（カラオケ喫茶・カラオケスナック等））はカラオケ設備利用の自粛すること。全体に、４人以下の会食とする。 | [ 6 ]  |
| 宮崎県   | 都城市、三股町 | 2022年1月16日から1月20日 | 24条第9項    | 飲食店等 | 5時から20時までの時間短縮営業。酒類の終日提供完全停止（酒の持込み含む）、４人以下の会食とする。 | [ 7 ]  |
| 宮崎県   | 宮崎市、延岡市、都城市、三股町 | 2022年1月21日から1月24日 | 31条の6第1項 | 飲食店等 | 5時から20時までの時間短縮営業。酒類の終日提供完全停止（酒の持込み含む）、４人以下の会食とする。 | [ 8 ]  |
| 宮崎県   | （全域） | 2022年1月25日から3月6日  | 31条の6第1項 | 飲食店等 | 5時から20時までの時間短縮営業。酒類の終日提供完全停止（酒の持込み含む）、４人以下の会食とする。 | [ 8 ]  |
| 群馬県   | （全域） | 2022年1月21日から3月21日 | 31条の6第1項 | 飲食店（宅配・テイクアウトを除く）※テイクアウトにはスーパー、弁当屋等のイートインスペースが含まれる。バー、カラオケボックス、結婚式場等で食品衛生法の飲食店営業許可を受けている店舗                                                                               | 認証店は、次のいずれかを選択。(1)5時から21時まで（酒類提供11時から20時まで）又は(2)５時から20時まで（酒類提供終日自粛（持込含む））。非認証店は、5時から20時まで（酒類提供終日自粛（持込含む））4人以下の会食とする。 | [ 9 ]  |
| 埼玉県   | （全域） | 2022年1月21日から3月21日 | 31条の6第1項 | 飲食店（宅配・テイクアウトを除く）※テイクアウトにはスーパー、弁当屋等のイートインスペースが含まれる。バー、カラオケボックス、結婚式場等で食品衛生法の飲食店営業許可を受けている店舗                                                                               | 認証店（ワクチン・検査パッケージ制度の適用を受ける場合）で、同一グループの利用者全員のワクチン(2回以上)接種歴又は検査結果の陰性を確認した場合 5時から21時まで（酒類提供11時から20時30分まで） 人数制限なし。認証店（ワクチン・検査パッケージ制度の適用を受ける場合）で、同一グループの利用者全員のワクチン(2回以上)接種歴又は検査結果の陰性を確認できない場合 5時から21時まで（酒類提供終日自粛（持込含む））4人以下の会食とする。認証店（ワクチン・検査パッケージ制度の適用を受けない場合）及び非認証店は、5時から20時まで（酒類提供終日自粛（持込含む））4人以下の会食とする。 | [ 10 ] |
| 千葉県   | （全域） | 2022年1月21日から3月21日 | 31条の6第1項 | 飲食店（宅配・テイクアウトを除く）※テイクアウトにはスーパー、弁当屋等のイートインスペースが含まれる。バー、カラオケボックス、結婚式場等で食品衛生法の飲食店営業許可を受けている店舗                                                                               | 「千葉県飲食店感染防止対策認証事業認証店」及び「千葉県飲食店感染防止基本対策確認店」5時から21時まで（酒類提供5時から21時まで）。非認証店は、5時から20時まで（酒類提供終日自粛（持込含む））。全体に、４人以下の会食とする。 | [ 11 ] |
| 東京都   | （全域） | 2022年1月21日から3月21日 | 31条の6第1項 | 飲食店（宅配・テイクアウトを除く）※テイクアウトにはスーパー、弁当屋等のイートインスペースが含まれる。バー、カラオケボックス、結婚式場等で食品衛生法の飲食店営業許可を受けている店舗                                                                               | 「徹底点検 TOKYOサポート」プロジェクトにおける「感染防止徹底点検済証」の交付を受け、かつ、これを店頭に掲示している店舗は、次のいずれかを選択。(1)5時から21時まで（酒類提供11時から20時まで）又は(2)５時から20時まで（酒類提供終日自粛（持込含む））。4人以下の会食とする。ただし、「対象者全員検査」制度を活用し、全員の陰性の検査結果を確認した場合には、同一グループの同一テーブルへの5人以上の案内を可とする。点検済証の交付を受けていない又は掲示していない店舗は、5時から20時まで（酒類提供終日自粛（持込含む））。4人以下の会食とする。                                    | [ 12 ] |
| 神奈川県 | （全域） | 2022年1月21日から3月21日 | 31条の6第1項 | 飲食店（宅配・テイクアウトを除く）※テイクアウトにはスーパー、弁当屋等のイートインスペースが含まれる。バー、カラオケボックス、結婚式場等で食品衛生法の飲食店営業許可を受けている店舗                                                                               | マスク飲食実施店の認証店は、次のいずれかを選択。(1)5時から21時まで（酒類提供11時から20時まで）又は(2)５時から20時まで（酒類提供終日自粛（持込含む））。4人以下の会食とする。ただし、結婚披露宴や法事などの慶弔行事で飲食店を利用する場合は、当日全員が検査を行い、陰性が確認できた場合は、人数制限はなし。マスク飲食実施店の非認証店は、5時から20時まで（酒類提供終日自粛（持込含む））。４人以下の会食とする。 | [ 13 ] |
| 新潟県   | （全域） | 2022年1月21日から3月6日  | 31条の6第1項 | 飲食店（宅配・テイクアウトを除く）※テイクアウトにはスーパー、弁当屋等のイートインスペースが含まれる。バー、カラオケボックス、結婚式場等で食品衛生法の飲食店営業許可を受けている店舗                                                                               | にいがた安心なお店応援プロジェクト認証店は、次のいずれかを選択。(1)5時から21時まで（酒類提供11時から20時まで）又は(2)５時から20時まで（酒類提供終日自粛（持込含む））。非認証店は、5時から20時まで（酒類提供終日自粛（持込含む））。全体に、4人以下の会食とする。 | [ 14 ] |
| 岐阜県   | （全域） | 2022年1月21日から3月6日  | 31条の6第1項 | 飲食店等 | 5時から20時までの時間短縮営業。酒類の終日提供完全停止（酒の持込み含む）、４人以下の会食とする。 | [ 15 ] |
| 岐阜県   | （全域） | 2022年3月7日から3月21日  | 31条の6第1項 | 飲食店等 | 第三者認証店（新型コロナ対策実施店舗向けステッカー取得店舗）は、次のいずれかを選択。(1)5時から21時まで（酒類提供11時から20時まで）又は(2)５時から20時まで（酒類提供終日自粛（持込含む））。非認証店は、5時から20時まで（酒類提供終日自粛（持込含む））。全体に、4人以下の会食とする。 | [ 16 ] |
| 愛知県   | 東栄町、豊根村以外の県内全域 | 2022年1月21日から2月11日 | 31条の6第1項 | 飲食店（宅配・テイクアウトを除く）※テイクアウトにはスーパー、弁当屋等のイートインスペースが含まれる。バー、カラオケボックス、結婚式場等で食品衛生法の飲食店営業許可を受けている店舗                                                                               | あいスタ認証店は、次のいずれかを選択。(1)5時から21時まで（酒類提供11時から20時まで）又は(2)５時から20時まで（酒類提供終日自粛（持込含む））。非認証店は、5時から20時まで（酒類提供終日自粛（持込含む））。全体に、4人以下の会食とする。 | [ 17 ] |
| 愛知県   | 豊根村 | 2022年2月9日から2月11日  | 31条の6第1項 | 飲食店（宅配・テイクアウトを除く）※テイクアウトにはスーパー、弁当屋等のイートインスペースが含まれる。バー、カラオケボックス、結婚式場等で食品衛生法の飲食店営業許可を受けている店舗                                                                               | あいスタ認証店は、次のいずれかを選択。(1)5時から21時まで（酒類提供11時から20時まで）又は(2)５時から20時まで（酒類提供終日自粛（持込含む））。非認証店は、5時から20時まで（酒類提供終日自粛（持込含む））。全体に、4人以下の会食とする。 | [ 18 ] |
| 愛知県   | （全域） | 2022年2月12日から3月21日 | 31条の6第1項 | 飲食店（宅配・テイクアウトを除く）※テイクアウトにはスーパー、弁当屋等のイートインスペースが含まれる。バー、カラオケボックス、結婚式場等で食品衛生法の飲食店営業許可を受けている店舗                                                                               | あいスタ認証店は、次のいずれかを選択。(1)5時から21時まで（酒類提供11時から20時まで）又は(2)５時から20時まで（酒類提供終日自粛（持込含む））。非認証店は、5時から20時まで（酒類提供終日自粛（持込含む））。全体に、4人以下の会食とする。 | [ 19 ] |
| 三重県   | 桑名市、いなべ市、木曽岬町、東員町、四日市市、菰野町、朝日町、川越町、鈴鹿市、亀山市、津市、松阪市、多気町、明和町、大台町、伊勢市、鳥羽市、志摩市、玉城町、南伊勢町、度会町、大紀町、名張市、伊賀市 | 2022年1月21日から1月30日 | 31条の6第1項 | 飲食店（宅配・テイクアウトを除く）※テイクアウトにはスーパー、弁当屋等のイートインスペースが含まれる。バー、カラオケボックス、結婚式場等で食品衛生法の飲食店営業許可を受けている店舗                                                                               | みえ安心おもてなし施設認証制度『あんしんみえリア』,認証店は、次のいずれかを選択。(1)5時から21時まで（酒類提供11時から20時まで）又は(2)５時から20時まで（酒類提供終日自粛（持込含む））。非認証店は、5時から20時まで（酒類提供終日自粛（持込含む））。全体に、4人以下の会食とする。 | [ 20 ] |
| 三重県   | （全域） | 2022年1月31日から3月6日  | 31条の6第1項 | 飲食店（宅配・テイクアウトを除く）※テイクアウトにはスーパー、弁当屋等のイートインスペースが含まれる。バー、カラオケボックス、結婚式場等で食品衛生法の飲食店営業許可を受けている店舗                                                                               | みえ安心おもてなし施設認証制度『あんしんみえリア』,認証店は、次のいずれかを選択。(1)5時から21時まで（酒類提供11時から20時まで）又は(2)５時から20時まで（酒類提供終日自粛（持込含む））。非認証店は、5時から20時まで（酒類提供終日自粛（持込含む））。全体に、4人以下の会食とする。 | [ 20 ] |
| 香川県   | 高松市、丸亀市、坂出市、通寺市、観音寺市、さぬき市、東かがわ市、三豊市、土庄町 小豆島町 三木町 宇多津町 琴平町 多度津町                                                                              | 2022年1月21日から2月1日  | 31条の6第1項 | 飲食店 | かがわ安心飲食店認証制度の『認証店』は、次のいずれかを選択。(1)5時から21時まで（酒類提供11時から20時まで）又は(2)５時から20時まで（酒類提供終日自粛（持込含む））。同一グループの同一テーブルでの５人以上の会⾷を避けるよう協力要請。ただし、認証店のうち、ワクチン・検査パッケージ制度登録店舗で、対象者全員検査を実施した場合を除く。非認証店は、5時から20時まで（酒類提供終日自粛（持込含む））。同一グループの同一テーブルでの５人以上の会⾷を避けるよう協力要請 | [ 21 ] |
| 香川県   | 綾川町・まんのう町 | 2022年1月25日から2月1日  | 31条の6第1項 | 飲食店 | かがわ安心飲食店認証制度の『認証店』は、次のいずれかを選択。(1)5時から21時まで（酒類提供11時から20時まで）又は(2)５時から20時まで（酒類提供終日自粛（持込含む））。同一グループの同一テーブルでの５人以上の会⾷を避けるよう協力要請。ただし、認証店のうち、ワクチン・検査パッケージ制度登録店舗で、対象者全員検査を実施した場合を除く。非認証店は、5時から20時まで（酒類提供終日自粛（持込含む））。同一グループの同一テーブルでの５人以上の会⾷を避けるよう協力要請 | [ 21 ] |
| 香川県   | （全域） | 2022年2月2日から3月21日  | 31条の6第1項 | 飲食店 | かがわ安心飲食店認証制度の『認証店』は、次のいずれかを選択。(1)5時から21時まで（酒類提供11時から20時まで）又は(2)５時から20時まで（酒類提供終日自粛（持込含む））。同一グループの同一テーブルでの５人以上の会⾷を避けるよう協力要請。ただし、認証店のうち、ワクチン・検査パッケージ制度登録店舗で、対象者全員検査を実施した場合を除く。非認証店は、5時から20時まで（酒類提供終日自粛（持込含む））。同一グループの同一テーブルでの５人以上の会⾷を避けるよう協力要請 | [ 21 ] |
| 長崎県   | 長崎市、佐世保市 | 2022年1月21日から1月27日 | 31条の6第1項 | 飲食店等 | 5時から20時までの時間短縮営業。酒類の終日提供完全停止（酒の持込み含む）、４人以下の会食とする。 | [ 22 ] |
| 長崎県   | （全域） | 2022年1月28日から2月20日 | 31条の6第1項 | 飲食店等 | 5時から20時までの時間短縮営業。酒類の終日提供完全停止（酒の持込み含む）、４人以下の会食とする。 | [ 23 ] |
| 長崎県   | （全域） | 2022年2月21日から3月6日  | 31条の6第1項 | 飲食店等 | 認証店は、次のいずれかを選択。(1)5時から21時まで（酒類提供5時から21時まで）又は(2)５時から20時まで（酒類提供終日自粛（持込含む））。非認証店は、5時から20時まで（酒類提供終日自粛（持込含む））。４人以下の会食とする。 | [ 24 ] |
| 熊本県   | （全域） | 2022年1月21日から3月21日 | 31条の6第1項 | 飲食店（宅配・テイクアウトを除く）※テイクアウトにはスーパー、弁当屋等のイートインスペースが含まれる。バー、カラオケボックス、結婚式場等で食品衛生法の飲食店営業許可を受けている店舗                                                                               | 認証店は、次のいずれかを選択。(1)5時から21時まで（酒類提供5時から21時まで）又は(2)５時から20時まで（酒類提供終日自粛（持込含む））。4人以下の会食とする。ただし、認証店において対象者全員検査を実施した会食を除く。非認証店は、5時から20時まで（酒類提供終日自粛（持込含む））。４人以下の会食とする。 | [ 25 ] |
| 福岡県   | （全域） | 2022年1月24日から1月26日 | 24条第9項    | 飲食店（設備を設けて客に飲食をさせる営業を行う露店営業(屋台)を含む。・遊興施設のうち、食品衛生法上における飲食店営業の許可を受けているものを含む。) | 感染防止認証店は、次のいずれかを選択。(1)5時から21時まで（酒類提供11時から20時30分まで）又は(2)５時から20時まで（酒類提供を行わない（持込含む））。同一グループの同一テーブル4人以下の会食とする（ただし、認証店のうち、ワクチン検査パッケージ制度の登録店において、「対象者全員検査」による、全員の陰性の検査結果を確認した場合は、同一グループの同一テーブルでの５人以上の案内も可とする）。認証を受けていない店舗：5時から20時まで（酒類提供を行わない（持込含む））。同一グループの同一テーブル4人以下の会食とする                                                           | [ 26 ] |
| 福岡県   | （全域） | 2022年1月27日から3月6日  | 31条の6第1項 | 飲食店（設備を設けて客に飲食をさせる営業を行う露店営業(屋台)を含む。・遊興施設のうち、食品衛生法上における飲食店営業の許可を受けているものを含む。) | 感染防止認証店は、次のいずれかを選択。(1)5時から21時まで（酒類提供11時から20時30分まで）又は(2)５時から20時まで（酒類提供を行わない（持込含む））。同一グループの同一テーブル4人以下の会食とする（ただし、認証店のうち、ワクチン検査パッケージ制度の登録店において、「対象者全員検査」による、全員の陰性の検査結果を確認した場合は、同一グループの同一テーブルでの５人以上の案内も可とする）。認証を受けていない店舗：5時から20時まで（酒類提供を行わない（持込含む））。同一グループの同一テーブル4人以下の会食とする                                                           | [ 27 ] |
| 北海道   | （全域） | 2022年1月27日から3月21日 | 31条の6第1項 | 飲食店（宅配・テイクアウトを除く）※テイクアウトにはスーパー、弁当屋等のイートインスペースが含まれる。バー、カラオケボックス、結婚式場等で食品衛生法の飲食店営業許可を受けている店舗                                                                               | 北海道飲食店感染防止対策認証制度の認証店は、次のいずれかを選択。(1)5時から21時まで（酒類提供11時から20時まで）又は(2)５時から20時まで（酒類提供を行わない（持込含む））。非認証店は、5時から20時まで（酒類提供を行わない（持込含む））。全体に、4人以下の会食とする。 | [ 28 ] |
| 青森県   | 弘前市 | 2022年1月27日から3月21日 | 31条の6第1項 | 食品衛生法上の営業許可を受けている飲食店（宅配・テイクアウトを除く）※ 結婚式場、カラオケボックス等を含む | あおもり飲食店感染防止対策認証店は、次のいずれかを選択。(1)5時から20時まで（酒類提供11時から20時まで）又は(2)5時から20時まで（酒類提供終日自粛）。非認証店は、5時から20時まで（酒類提供終日自粛）。全体に、4人以下の会食とする。 | [ 29 ] |
| 山形県   | 山形市、庄内地域（鶴岡市、酒田市、三川町、庄内町、遊佐町） | 2022年1月27日から2月20日 | 31条の6第1項 | 食品衛生法上の営業許可を受けている①飲⾷店（宅配・テイクアウトサービスは除く）②遊興施設(スナック、カラオケ店等)、結婚式場等 | 認証施設：5時から21時まで(酒類の提供は可)。非認証店は、5時から20時まで（酒類提供を行わない（持込含む））。全体に、4人以下の会食とする。 | [ 30 ] |
| 山形県   | 米沢市、高畠町 | 2022年2月3日から2月20日  | 31条の6第1項 | 食品衛生法上の営業許可を受けている①飲⾷店（宅配・テイクアウトサービスは除く）②遊興施設(スナック、カラオケ店等)、結婚式場等 | 認証施設：5時から21時まで(酒類の提供は可)。非認証店は、5時から20時まで（酒類提供を行わない（持込含む））。全体に、4人以下の会食とする。 | [ 30 ] |
| 山形県   | 天童市 | 2022年2月9日から2月20日  | 31条の6第1項 | 食品衛生法上の営業許可を受けている①飲⾷店（宅配・テイクアウトサービスは除く）②遊興施設(スナック、カラオケ店等)、結婚式場等 | 認証施設：5時から21時まで(酒類の提供は可)。非認証店は、5時から20時まで（酒類提供を行わない（持込含む））。全体に、4人以下の会食とする。 | [ 30 ] |
| 福島県   | 福島市、会津若松市、郡山市、いわき市、南相馬市 | 2022年1月27日から1月29日 | 31条の6第1項 | 飲食店（宅配・テイクアウトを除く）※テイクアウトにはスーパー、弁当屋等のイートインスペースが含まれる。バー、カラオケボックス、結婚式場等で食品衛生法の飲食店営業許可を受けている店舗                                                                               | ふくしま感染防止対策認証店は、次のいずれかを選択。(1)5時から21時まで（酒類提供5時から20時まで）又は(2)５時から20時まで（酒類提供を行わない（持込含む））。非認証店は、5時から20時まで（酒類提供を行わない（持込含む））。全体に、4人以下の会食とする。 | [ 31 ] |
| 福島県   | （全域） | 2022年1月30日から3月6日  | 31条の6第1項 | 飲食店（宅配・テイクアウトを除く）※テイクアウトにはスーパー、弁当屋等のイートインスペースが含まれる。バー、カラオケボックス、結婚式場等で食品衛生法の飲食店営業許可を受けている店舗                                                                               | ふくしま感染防止対策認証店は、次のいずれかを選択。(1)5時から21時まで（酒類提供5時から20時まで）又は(2)５時から20時まで（酒類提供を行わない（持込含む））。非認証店は、5時から20時まで（酒類提供を行わない（持込含む））。全体に、4人以下の会食とする。 | [ 31 ] |
| 茨城県   | （全域） | 2022年1月27日から3月21日 | 31条の6第1項 | 食品衛生法に基づく飲食店営業許可を受けている店舗 | 次のいずれかを選択。(1)5時から21時まで（酒類提供5時から21時まで）又は(2)５時から20時まで（酒類提供を行わない（持込含む））。全体に、4人以下の会食とする。 | [ 32 ] |
| 栃木県   | （全域） | 2022年1月27日から3月21日 | 31条の6第1項 | 飲食店（宅配・テイクアウトを除く）※テイクアウトにはスーパー、弁当屋等のイートインスペースが含まれる。バー、カラオケボックス、結婚式場等（ホテル又は旅館(集会の用に供する部分に限る)で行う場合も同様の条件を求める。）で食品衛生法の飲食店営業許可を受けている店舗 | とちまる安心認証店は、次のいずれかを選択。(1)5時から21時まで（酒類提供11時から20時まで）又は(2)５時から20時まで（酒類提供終日自粛（持込含む））。非認証店は、5時から20時まで（酒類提供終日自粛（持込含む））。全体に、4人以下の会食とする。 | [ 33 ] |
| 石川県   | （全域） | 2022年1月27日から3月21日 | 31条の6第1項 | 食品衛生法に基づく飲食店営業許可を受けている店舗 | いしかわ新型コロナ対策認証店は、次のいずれかを選択。(1)5時から20時まで（酒類提供5時から20時まで）又は(2)5時から20時まで（酒類提供終日自粛）。非認証店は、5時から20時まで（酒類提供終日自粛）。全体に、4人以下の会食とする。 | [ 34 ] |
| 長野県   | （全域） | 2022年1月27日から3月6日  | 31条の6第1項 | 集会場等、遊興施設、飲食店（食品衛生法の飲食店営業許可又は喫茶店営業許可を受けている施設） | 「信州の安心なお店」の認証を受けている店舗は、次のいずれかを選択。(1)5時から21時まで（酒類提供5時から21時まで）又は(2)５時から20時まで（酒類提供を行わない（持込含む））。「信州の安心なお店」の認証を受けていない店舗は、5時から20時まで（酒類提供を行わない（持込含む））。全体に、4人以下の会食とする。 | [ 35 ] |
| 静岡県   | （全域） | 2022年1月27日から3月21日 | 31条の6第1項 | 飲食店 | 「ふじのくに安全・安心認証」か「はままつ安全・安心な飲食店認証」を取得した飲食店は、次のいずれかを選択。(1)5時から21時まで（酒類提供5時から21時まで）又は(2)5時から20時まで（酒類提供を行わない（持込含む））。認証を受けていない店舗は、5時から20時まで（酒類提供を行わない（持込含む））。全体に、4人以下の会食とする（予約済みの結婚披露宴は、参加者の調整が困難な場合は、座席間の距離の確保など感染対策を講じればこの限りでない）。 | [ 36 ] |
| 京都府   | （全域） | 2022年1月27日から3月21日 | 31条の6第1項 | 飲食店（居酒屋を含む）、喫茶店等（宅配・テイクアウトサービスを除く）、遊興施設（接待を伴う飲食店等）で、食品衛生法の飲食店営業許可等を受けている店舗 | 京都府新型コロナウイルス感染防止対策認証制度の認証を受けた飲食店等：5時から21時まで（酒類提供11時から20時30分まで）（５時から20時まで（酒類提供を行わない（持込含む））も可）。同一グループの同一テーブル4人以下の会食とする（ただし、対象者全員検査を実施し陰性を確認した場合は5人以上も可）。認証を受けていない店舗：5時から20時まで（酒類提供を行わない（持込含む））。同一グループの同一テーブル4人以下の会食とする | [ 37 ] |
| 大阪府   | （全域） | 2022年1月27日から3月21日 | 31条の6第1項 | 飲食店（居酒屋を含む）、喫茶店等（宅配・テイクアウトサービスを除く）、遊興施設（接待を伴う飲食店等）で、食品衛生法の飲食店営業許可等を受けている店舗 | ゴールドステッカー認証店舗は、次のいずれかを選択。(1)5時から21時まで（酒類提供11時から20時30分まで）又は(2)５時から20時まで（酒類提供を行わない（持込含む））。同一テーブル4人以下の会食とする（ただし、対象者全員検査を実施し陰性を確認した場合は5人以上も可）。認証を受けていない店舗：5時から20時まで（酒類提供を行わない（持込含む））。同一テーブル4人以下の会食とする | [ 38 ] |
| 兵庫県   | （全域） | 2022年1月27日から        | 31条の6第1項 | 飲食店 | 認証店は、次のいずれかを選択。(1)21時まで（酒類提供21時まで）又は(2)20時まで（酒類提供を行わない（持込含む））。同一テーブル4人以下の会食とする（対象者全員検査で人数制限緩和）。認証を受けていない店舗：20時まで（酒類提供を行わない（持込含む））。同一テーブル4人以下の会食とする | [ 39 ] |
| 島根県   | （全域） | 2022年1月27日から2月20日 | 31条の6第1項 | 食品衛生法に基づく営業の許可を取得している飲食店・喫茶店※飲食店等の営業許可を取得しているスナック、バー、カラオケボックスや結婚式場等を含む | 島根県新型コロナ対策認証店は、次のいずれかを選択。(1)5時から21時まで（酒類提供5時から20時まで）又は(2)５時から20時まで（酒類提供を行わない（持込含む））。認証を受けていない店舗は、5時から20時まで（酒類提供を行わない（持込含む））。全体に、4人以下の会食とする。 | [ 40 ] |
| 岡山県   | （全域） | 2022年1月27日から3月6日  | 31条の6第1項 | 飲食店又は喫茶店等（テイクアウト、宅配を除く）、接待を伴う飲食店、カラオケ店等で食品衛生法の飲食店営業許可を受けている店舗、食品衛生法の飲食店営業許可を受けている結婚式場                                                                                        | 岡山県飲食店感染防止第三者認証事業の認証店は、次のいずれかを選択。(1)5時から21時まで（酒類提供11時から20時まで）又は(2)５時から20時まで（酒類提供を行わない（持込含む））。認証店以外は、5時から20時まで（酒類提供を行わない（持込含む））。全体に、同一グループの同一テーブル4人以下の会食とする。 | [ 41 ] |
| 佐賀県   | （全域） | 2022年1月27日から3月6日  | 31条の6第1項 | 飲食店、喫茶店、遊興施設（キャバレー、スナック、バー等）、結婚式場のうち食品衛生法上の飲食店の営業許可を受けている店舗 | “佐賀支え愛”感染対策認証店：5時から21時まで（酒類提供5時から21時まで）。認証を受けていない店舗：5時から20時まで（酒類提供を行わない（持込含む））。 | [ 42 ] |
| 大分県   | （全域） | 2022年1月27日から2月20日 | 31条の6第1項 | 食品衛生法に基づく営業の許可を取得している飲食店・喫茶店※飲食店等の営業許可を取得しているスナック、バー、カラオケボックスや結婚式場等を含む | 「安心はおいしいプラス」認証店は、次のいずれかを選択。(1)5時から21時まで（酒類提供5時から21時まで）又は(2)５時から20時まで（酒類提供を行わない（持込含む））。認証を受けていない店舗は、5時から20時まで（酒類提供を行わない（持込含む））。全体に、同一グループ・同一テーブル4人以下の会食とする。 | [ 43 ] |
| 鹿児島県 | （全域） | 2022年1月27日から2月20日 | 31条の6第1項 | 食品衛生法に基づく営業の許可を取得している飲食店・喫茶店※飲食店等の営業許可を取得しているスナック、バー、カラオケボックスや結婚式場等を含む | 「鹿児島県飲食店第三者認証制度」の認証店は、次のいずれかを選択。(1)5時から21時まで（酒類提供5時から21時まで）又は(2)５時から20時まで（酒類提供を行わない（持込含む））。認証を受けていない店舗は、5時から20時まで（酒類提供を行わない（持込含む））。 | [ 44 ] |
| 和歌山県 | （全域） | 2022年2月5日から3月6日   | 31条の6第1項 | 飲食店で、食品衛生法の飲食店営業許可等を受けている店舗 | 和歌山県新型コロナウイルス感染症予防対策認証施設は、次のいずれかを選択。(1)5時から21時まで（酒類の提供（持ち込みを含む）5時から20時まで）又は(2)５時から20時まで（酒類提供を行わない（持込含む））。同一テーブル4人以下の会食とする（ただし、「対象者全員検査」により行動制限の緩和の適用を受けることを県に登録した事業者が全員の陰性を確認した場合は5人以上も可）。認証を受けていない店舗：5時から20時まで（酒類提供を行わない（持込含む））。同一テーブル4人以下の会食とする。                                                                                                 | [ 45 ] |
| 高知県   | （全域） | 2022年2月12日から3月6日  | 31条の6第1項 | 「食品衛生法」に基づく「飲食店（喫茶店を含む）」の営業許可を受けている飲食店、旅館・ホテル、カラオケボックス、ライブハウス 等（宅配・テイクアウトを除く） | 高知家あんしん会食推進の店「認証店」は、次のいずれかを選択。(1)5時から21時まで（酒類の提供（持ち込みを含む）5時から20時まで）又は(2)５時から20時まで（酒類提供を行わない（持込含む））。同一テーブル4人以下の会食とする（ただし、利用者に対する全員の陰性が確認された場合は、「5人以上の会食」も可能）。認証を受けていない店舗：5時から20時まで（酒類提供を行わない（持込含む））。同一テーブル4人以下の会食とする。 | [ 46 ] |

## 31条の6第3項及び45条2項による要請・指示
2022年のまん延防止等重点措置の適用においても、各地で要請に従わない飲食店に対する個別の命令が行われている。この表に掲げたものほか、沖縄県では、2月14日時点で事前通知を 507店舗に、弁明通知を166店舗に行ったが、まん延防止等重点措置が2月20日限りで終了したため、命令の発出はされなかった。
| 都道府県 | 対象施設数 | 要請年月日    | 公表年月日    | 出典   | 備考 |
| -------- | ---------- | ------------- | ------------- | ------ | ---- |
| 埼玉県   | 7          | 2022年2月10日 | 2022年2月10日 | [ 48 ] |      |
| 東京都   | 46         | 2022年2月15日 | 2022年2月15日 | [ 49 ] |      |
| 岐阜県   | 31         | 2022年2月10日 | 2022年2月10日 | [ 50 ] |      |
| 愛知県   | 10         | 2022年2月16日 | 2022年2月16日 | [ 51 ] |      |
| 岡山県   | 5          | 2022年2月18日 | 2022年2月18日 | [ 53 ] |      |
| 広島県   | 34         | 2022年2月8日  | 2022年2月8日  | [ 54 ] |      |
| 広島県   | 51         | 2022年2月9日  | 2022年2月9日  | [ 55 ] |      |
| 香川県   | 25         | 2022年2月15日 | 2022年2月15日 | [ 56 ] |      |
| 福岡県   | 9          | 2022年2月17日 | 2022年2月17日 | [ 57 ] |      |
| 福岡県   | 9          | 2022年2月17日 | 2022年2月17日 | [ 58 ] |      |
| 宮崎県   | 15         | 2022年2月18日 | 2022年2月19日 | [ 59 ] |      |
| 鹿児島県 | 7          | 2022年2月15日 | 2022年2月15日 | [ 60 ] |      |
| 岐阜県   | 19         | 2022年3月3日  | 2022年3月3日  | [ 61 ] |      |

## 31条の6第3項及び45条2項による命令違反に対する過料
| 都道府県 | 対象施設数 | 適用条項     | 通知年月日    | 公表年月日    | 出典   | 備考 |
| -------- | ---------- | ------------ | ------------- | ------------- | ------ | ---- |
| 岡山県   | 31         | 31条の6第3項 | 2022年3月11日 | 2022年3月11日 | [ 52 ] |      |